# 長岡亮介 (ギタリスト)
長岡 亮介（ながおか りょうすけ、1978年10月7日 - ）は、日本の音楽家、ギタリスト、歌手。ロックバンド東京事変（第二期以降）のメンバー。
千葉県千葉市出身。本項では、浮雲（うきぐも）名義の活動についても併せて記述する。

## 概要
長岡亮介名義で自身がフロントマンを務めるバンド「ペトロールズ」でリード・ボーカルとギターを担当するほか、2005年から2012年、2020年から現在にかけ浮雲名義でロックバンド「東京事変」の2代目ギタリストとして活動している。同バンドではギターのほかに、曲によってはリード・ボーカル、コーラス、ラップ、マンドリンなどを担当することもあった。また2012年から2020年の東京事変が解散している間も、同バンドのボーカルであった・椎名林檎のサポートを務める。その椎名林檎以外にも、サポートギタリストとして星野源、RADWIMPSの野田洋次郎のソロプロジェクト・illion、大橋トリオ、Original Love、LOVE PSYCHEDELICOなどで務める。メジャー進出後も、アマチュア時代から出演していた赤坂のカントリー・ミュージックの店にカントリー・バンドのメンバーとして不定期に出演している。

## 来歴
千葉県の公団住宅に生まれ、幼い頃から父親が趣味でたしなむブルーグラス、カントリーなどの音楽が日常的に流れる環境で育つ。9歳からピアノを習い、中学1年生の時に部活動のバレーボール部とは別に必修クラブ活動でギタークラブに所属してギターを始める。友人たちとバンドを組む一方で高校時代より父親のカントリーバンドにも参加し、様々な音楽家との演奏を重ねる。東海大学在籍中にプロのカントリー歌手片山誠史のバンドなどギタリストとしての活動を始め、忙しいときには月の半分ほど音楽の仕事をしていた。ソニー・ミュージック主催のR&B、AOR系のオーディション「NEWDIGSOUL Audition」に参加し、本格的なプロミュージシャンへの道を歩み出す。
- 2000年
  - イベントで知り合った椎名純平に自ら頼み込み、当時ギタリストがいなかった彼のバックバンド「The Evil Vibrations」に加入する[8]。
- 2002年
  - 4月と5月、椎名林檎・椎名純平兄妹らとともに「邪（よこしま）」というバンド名でTOTOの楽曲「Georgy Porgy」をカバーし、ネット配信する。担当はリード・ボーカル（メイン・パートのスティーヴ・ルカサー役）で、これが初のボーカル仕事[12][13]。
- 2003年
  - 椎名林檎の3rdアルバム「加爾基 精液 栗ノ花」の制作に参加。ギターやボイスパーカッションを担当したほか、同作のアナログ盤に収録されたボーナス・トラック「映日紅の花」（作・編曲）を提供し、収録曲の「迷彩」のミュージック・ビデオにも出演。また椎名とともにアルバムの文字デザインも行う。
- 2004年
  - 東京事変の1stアルバム「教育」において、椎名林檎のデモテープ制作に協力する[注 5]。2ndシングル「遭難」では、イントロ部分のギターリフにデモで長岡が弾いていた案が採用された。この年、半年ほどロンドンに語学留学[7]。
- 2005年
  - 2月、ペトロールズを結成。
  - 夏、脱退した初代ギタリストの晝海幹音に代わって2代目ギタリストとして東京事変に加入する[注 6]。その際、椎名林檎によって「浮雲」というステージネームが与えられた[13]。
- 2007年
  - 2月、椎名林檎が椎名林檎×斎藤ネコ名義でリリースしたアルバム「平成風俗」に参加。収録曲の「ギャンブル」ではギターを弾き、「花魁」では日本語詞と作曲を担当した。
  - 7月、東京事変の4枚目のシングル「OSCA（オスカ）」で、同バンドでは初めて作詞・作曲を担当。
  - 8月18日、『J-WAVE LIVE 2000+7』の平井堅のステージにシークレット・ゲストとして登場した椎名林檎が東京事変のシングル曲「キラーチューン」を歌った際にメンバーの伊澤一葉と2人で演奏を担当[14]。
- 2009年
  - 6月、椎名林檎の4枚目のソロ・アルバム「三文ゴシップ」の収録曲「丸ノ内サディスティック（EXPO Ver.）」で編曲・コーラスを担当。また、同時に発売されたともさかりえの3枚目のアルバム「トリドリ。」に「目覚め」（作詞・作曲）を提供。
- 2011年
  - 12月31日、東京事変として「第62回NHK紅白歌合戦」に出場する椎名林檎のバックバンドを務める。
- 2012年
  - 2月29日（閏日）、所属していた東京事変が解散。
  - 10月から12月にかけて、大橋トリオのカルテット編成ツアー「ohashiTrip」に、元東京事変の伊澤一葉とともにサポートで参加[15]。
- 2013年
  - RADWIMPSのフロントマン野田洋次郎のソロプロジェクト「illion」のサポートで、ロンドンとハンブルクで海外でのライブを経験する。
  - 元東京事変の亀田誠治がプロデュースする星野源の5枚目のシングル「ギャグ」のレコーディングに参加。以後、サポートギタリストとして星野のライブやレコーディングに参加するようになる。
- 2014年
  - 3月から4月にかけて、星野源のライブツアー「星野源の復活アアアアア!」に参加。
  - 10月、自身初のソロ作品「LOUNGE LOVER」（3曲入りCD）発表。
  - 11月から12月にかけて、椎名林檎のアリーナツアー「(生)林檎博'14 ―年女の逆襲―」のバックバンド「The Mighty Galactic Empire（銀河帝国軍楽団）」に、元東京事変のH ZETT Mと共に浮雲として参加。
  - 12月28日、星野源のバックバンドのメンバーとして「COUNTDOWN JAPAN 14/15」に出演[16]。
  - 12月31日、第65回NHK紅白歌合戦に出場する椎名林檎のバックバンドのメンバーとして出演し、トロンボーン（当て振り）やコーラスなどを担当。
- 2015年
  - 4月、台湾でソロライブを行う。
  - 7-8月、椎名林檎のバックバンド「MANGARAMA（マンガラマ）」及び星野源のバックバンドのメンバーとして、夏フェス「FUJI ROCK FESTIVAL '15」「ROCK IN JAPAN FESTIVAL 2015」などに参加。
  - 8月、椎名林檎初の海外公演となる台湾ライブ「椎名林檎 (生)林檎博'15 －垂涎三尺－」に「MANGARAMA」のメンバーとして参加。
  - 10月から12月にかけて、椎名林檎のホールツアー「椎名林檎と彼奴等がゆく 百鬼夜行2015」に「MANGARAMA」のメンバーとして参加。
  - 11月、LOVE PSYCHEDELICOの香港・台湾のアジアツアー[注 7] のためのスペシャルバンドに参加[17]。
  - 12月31日、第66回NHK紅白歌合戦において、椎名林檎のステージではサブボーカル、星野源ではサポートギタリストを務める。
- 2016年
  - 1月から3月にかけて、星野源の全国ツアー「YELLOW VOYAGE」にサポートで参加。
  - 4月から6月にかけて、大橋トリオの全国ツアー「ohashiTrio 2016 TOUR 〜10 TEN〜」に再び伊澤一葉とともにサポートで参加。
  - 7月、ORIGINAL LOVEの25周年記念ツアーに参加[18]。
  - 9月19日（日本時間）に行われた2016年リオデジャネイロパラリンピック閉会式において、「フラッグ・ハンドオーバー・セレモニー」中に使用された「東京は夜の七時」の歌唱を担当[19]。
  - 12月31日、第67回NHK紅白歌合戦にて、ギタリストとして椎名林檎と星野源をサポートする。
- 2017年
  - 1月23、24日、星野源の「新春Live 2days YELLOW PACIFIC」にサポートで参加。
  - 5月から9月にかけて 星野源のアリーナツアー「Continues」にサポートで参加。
  - 10月28日にNHK総合で放送された東京オリンピック・パラリンピック大会1000日前記念番組『内村五輪宣言!』にて、2016年リオ五輪閉会式でリメイクした曲「東京は夜の七時」を浮雲（本人）、小雨（MIKIKO）、林檎（椎名林檎）のスペシャルユニット「HUMAN ERROR」として披露[20]。
- 2020年
  - 1月1日、元所属バンド「東京事変」再生。12月31日、第71回NHK紅白歌合戦で紅組・東京事変として出場、白組・星野源のバックでギタリストとして、河村智康、ハマ・オカモトらと参加。

## 人物
同じオーディションの出身である椎名純平のバンド「The Evil Vibrations」にギタリストとして参加していた。それが縁で、彼の妹でシンガーソングライターの椎名林檎との交流も始まった。また同バンドには、のちに東京事変で一緒になるドラマーの畑利樹も在籍していた。
椎名林檎にボーカルの仕事を依頼されるまで、歌は歌っていなかった。また作詞作曲についても、椎名に「曲や詞を書いたらいいと思う」とアドバイスされるまで歌詞は書いておらず、曲もたまに思いついたように書く程度だった。しかし彼女にそう言われたことで、「世の中で高く評価されている人にそう言ってもらえるのなら自分にも曲作りの脈があるのかもしれない」と考えるようになった。
それまでも曲のおおまかな構成を作ったりしたことはあったが、本格的に楽曲を作り始めたのはペトロールズを結成してから。きっかけは、その当時共演して、天才的でそのセンスには敵わないと思わされたkatokunnlee（pLAYAのリーダー）というアーティスト。すでにサポートで色々な現場で場数を踏んではいたが、結局は誰か他人の音楽であり100％自分にフィットする音楽はないと思い知らされ、自分の音楽を1から10まで自分自身で組み立てなければダメだと思うようになった。25、6歳のときイギリス・ロンドンに半年ほど留学した経験も大きかった。「自分は日本人だからこそできる音楽を作ればいいんだ」と気楽に考えられるようになり、自由に曲を作ってみようという気持ちになれた。
東京事変に加入したのは、椎名林檎の東京事変用のデモテープ制作 に協力したことがきっかけ。東京事変の初代ギタリストである晝海幹音の脱退が決まり、新しいギタリストを探していた時にそのデモを聴いたメンバーたちが彼のギターサウンドを気に入り、椎名に彼に決めるよう求めると、当初は渋っていた椎名も了承して加入を打診。彼はこの申し入れを2ndアルバム『大人』 のレコーディング直前にようやく承諾し、晴れて加入が決定した。また加入前から椎名林檎の3rdアルバム制作に参加したり、東京事変第1期メンバーだった晝海およびH是都M両名の脱退後は椎名の個人的な相談相手になったりしていた。浮雲という芸名は椎名によって名付けられた。
無類の車好き（シトロエン・アミ、シトロエン・BXを所有）・自転車好き。都内の移動なら自転車を選ぶ。スタジオの行き帰りも自転車。2009年4月からは季刊の雑誌『自転車日和』（辰巳出版）にてコラム「自転車なんて、動けばよい」を連載している。
ビザール・ギターのコレクターとしても有名で、自宅に50本ほどのギターをコレクションしている。
2016年リオデジャネイロパラリンピック（第15回夏季パラリンピック）閉会式の中で行われた、パラリンピック旗を次期開催地の東京に引き継ぐ式典「フラッグ・ハンドオーバー・セレモニー」の終盤、東京をアピールするパフォーマンスのバックミュージックに使用されたピチカート・ファイヴの楽曲「東京は夜の七時」のヴォーカルパートを本名の長岡亮介名義で務めた。

## ギタースタイル
最も好むギタリストは、カントリーギタリストのピート・アンダーソン。独創的なギターフレーズはルーツにカントリーやブルーグラスがあり、そこからさまざまなジャンルと交わりながら育まれたもの。
東京事変のメンバーによる浮雲のギター・プレイについてのアンケートでは、従来型ギターの概念を覆すアプローチ、奇想天外で縦横無尽なフレーズ、グルーヴ感と香ばしい音色、しっかり設計された建築物のように繊細な作曲などが高く評価され、ギターらしくないフレーズをギターらしい音で奏でる天才とも称されている。亀田誠治が「よほど意図的でない限り、8ビートのまっすぐなリフを刻むのは浮雲くんのカラーではない」と発言しているように、カントリーギターを思わせるアドリブ感のあふれる非常にテクニカルなギタースタイルが特徴。
ギターらしくないフレーズを好んで弾き、鍵盤楽器のように弾くこともある。ペトロールズの三浦淳悟によれば、イメージしているフレーズがギター以外の楽器（鍵盤やホーン・セクション、あるいはスクラッチなど）だったりするからであるという。もともとカントリーをやっていたのでチキン・ピッキング が得意。東京事変加入当初は音を歪ませないようにしていたが、その後、特にこだわらなくなった。
楽曲ごとにスライド奏法やフィンガー・ピッキング、ワウペダルなどのエフェクターを効果的に利用し、繊細且つ変幻自在のギターサウンドを聴かせる。
必要最小限の音数で魅せる機能美に溢れたギターワーク、しなやかな指先が放つしゃれた音使いなど楽曲を輝かせるために必要不可欠なプレイを要所に組み込むことで、唯一無二の音世界を生み出すギタリスト。ギターの魅力はちっちゃくて小脇に抱えられるということだという。

## 主な使用機材

### ギター
使用するギターには俗に「ビザール・ギター」と呼ばれる個性的なものが多いが、初めて手にしたエレキギターは"フェンダーのストラト"であるとのこと。
- 1969年製テレキャスター（フェンダー製）
  - フロントのピックアップをストラトの物に交換してある。高校一年生くらいの頃から使っている一番信頼しているギター[10]。多くのギターを所有している彼だが、「何かあったら、このギターを持って逃げる」とのこと。かつては6弦がワンタッチでドロップDにできるようバンジョーペグに交換されたエスクワイヤーのネックが取り付けられていたが、通常のテレキャスターのネックに取り替えられている（取り外されたエスクワイヤーのネックは後に「ベンテレ」に移植された）。
- 1982年製モダーン（ギブソン製）
  - ペトロールズで使用。トーンの配線を切り、1ボリュームのみにしてある。ピックガードも交換されている。もともとテレキャスターを弾いていたが、人気のギターゆえに弾いている人間も多く、ギターボーカルが格好だけで持っていると思われるのが嫌で買ったもの。形が変なのでそれだけで印象に残るかもしれないと思い、それでいて基本的には歪ますわけでもなく、大人っぽい音が出るというそのギャップも当人の中では大事だった。[10]
- テレファントム（Song Bird製）
  - 千葉のクラフトショップ「Song Bird」で制作された浮雲オリジナルギター。VOXのPhantomVIのリイシューモデルであるPhantom GuitarworksのPH6をベースに、テレキャスターの構造にカスタムされている。ネックはVOXのオリジナル。ピックアップはフロントにVoodoo、リアにセイモア・ダンカン。ピックアップセレクターはロータリースイッチ。またPhantom GuitarworksはPhanTele（ファンテレ）として同様のカスタムを施したギターを販売している。東京事変の楽曲「秘密」[注 13] には、自身によるこのギターのことについてのラップパートが入っている。
- テレファントム マンドリン（Song Bird製）
  - テレファントムをモチーフに作られたエレキ・マンドリン。
- ストラトファントム（Song Bird製）
  - 上記のテレファントムと形状は同じだが構造が異なり、ストラトキャスター仕様になっている。ピックアップは全てVoodoo。ピックアップセレクターは6段階に変更でき、通常のストラトの5段階に加えリア・フロントのハーフトーンが選択できるように作られている。
- 66年製メロディメーカー（ギブソン製）
  - 「60年代の青いSGが欲しいが値段が高い」ことを理由に入手したSGシェイプの1PUモデル。
- 70年製ギブソン・SG（ギブソン製）
  - 入手時には"妙な"改造がなされていたとのこと。ピックアップは"ソープバー"タイプのP-90。ストップ・テイルピース仕様に変更。しかし後に「どうも心が通じ合わなくて珍しく手放した」とのこと。
- S-100（ギルド製）
  - 上記のギブソン・SGを手放した際に代わりに入手した"SGシェイプ"のギター。
- スクワイア ヴィーナス XII（スクワイア製）
  - ピックアップは2基のミニ・ハムバッカー。ツマミ脇にハートのシールが貼られている。
- セントブルース61サウス（St.Blues製）
  - ピックアップはフロントがP-90タイプ、リアはシングルコイル。どちらもSt.Blues製。
- モズライト US カスタム  ショッププロトタイプ（モズライト製）
  - 浮雲の希望によりシルバーメタリックに塗装。ボリュームスイッチをオン／オフ・スイッチへ変更。東京事変のシングル「能動的三分間」のMVなどで使用された。
- 80年製ヘンドリック ジェネレータ（ヘンドリック製）
  - "もんち"というギタリストからの借り物。東京事変の楽曲「勝ち戦」のMVで使用された。
- TeeVee（RS Guitar Works製）
  - ボディはフライングVながらピックアップ、ブリッジなどの部品や配置はテレキャスター。テレキャスターの音が一番好きだが使っている人が多いため、他の人とかぶりたくないのでそういう仕様にしている。特にお気に入りは世界に3本しかないというペイズリー柄[29]。
- STee（RS Guitar Works製）
  - ボディはSGながらピックアップ、ブリッジなどの部品や配置はテレキャスター。長岡の発案で誕生したという。
- Workhorse（RS Guitar Works製）
  - リバースヘッドのテレキャスタータイプ、本来ピックアップはドッグイヤー型のP90がリアに1基取り付けられているのみだがフロントにテスコのゴールド・フォイルが追加されている。ピックガードは未装着だがレリック加工で日焼け痕が施されている。
- サンダーボルト（Song Bird製）
  - 形状はマニアの間で“フライングZ”とも呼ばれる、かつてギブソン社で1000本限定で製造されたギブソン・エクスプローラーのリバース・モデルと同型。このギターは本人曰く「ソングバード・ギターワークショップにヘッドの折れたギブソン・フライングVを修理に持ち込んだら数年後にこんな形で戻って来た」とのこと[31]。
- アメリカンショウスター（VintAxe製）
  - もともとは田島貴男が所有していたものを借りていたが、後に譲り受けた[32]。
- フェンダー・テレキャスター with B-Bender（Song Bird製）
  - フェンダーメキシコのテレキャスターボディに2弦用のストリングベンダーを装着したカントリースタイルのエレクトリックギター。ネックは愛用している他のテレキャスターがかつて装着していたエスクワイヤーのものを流用。通称「ベンテレ」。
- エレクトロ ES-17
  - リッケンバッカーのサブブランドから発売された425の廉価版。never young beachのギターボーカル・安部勇磨から譲り受けたもの。
- その他
  - ギブソン・レスポール、ギブソン・ES-335、エピフォン・リヴィエラ、エピフォン・ソレント、グヤトーン LG-75（グヤトーン製）、ファントムVI（VOX製）、リッケンバッカー・360/12、Goya R80 Red Sparkle、Danelectro Guitarin Model、アンペグ・クリスタルなど。

## ディスコグラフィー

### 参加作品
| アーティスト名      | 発売日        | 収録作品                                        | 参加曲                              |
| ------------------- | ------------- | ----------------------------------------------- | ----------------------------------- |
| SOIL&"PIMP"SESSIONS | 2016年4月6日  | 『Black Track』                                 | 「Connected feat. Nagaoka Ryosuke」 |
| 冨田ラボ            | 2018年8月1日  | 『OCEAN feat. Naz / パスワード feat. 長岡亮介』 | 「パスワード feat. 長岡亮介」       |
| Various Artists     | 2021年9月29日 | 『What a Wonderful World with Original Love?』  | 「ディア・ベイビー」                |

## 所属バンド
- ペトロールズ（2005年 - ）
- 東京事変（2005年 - 2012年、2020年 - )
- PLAYA[注 15]（1999年 - ）
- 邪（2002年）
- 須藤寿 GATALI ACOUSTIC SET（2012年-）
- シェイクシェイクグループ（2012年-）
- 獄門島一家[注 16]（2013年 - ）

## 楽曲提供・プロデュース
※所属バンドの楽曲は除く。
- 椎名林檎/椎名林檎×斎藤ネコ
  - 「映日紅の花」（2003年、アナログ盤『加爾基 精液 栗ノ花』収録） - 作・編曲
  - 「花魁」（2007年、アルバム『平成風俗』収録） - 日本語詞・作曲
  - 「丸ノ内サディスティック（EXPO Ver.）」（2009年、アルバム『三文ゴシップ』収録） - 編曲
- ともさかりえ
  - 「目覚め」（2009年、アルバム「トリドリ。」収録） - 作詞・作曲
- 平井堅
  - 「魔法って言っていいかな?」（2016年、シングル「魔法って言っていいかな?」収録） - 編曲[35]
- THE BAWDIES
  - シングル「SUNSHINE」（2015年、表題曲） - プロデュース[36]
  - アルバム『NEW』（2017年、収録曲「SUNSHINE」「HOT NIGHT, MOON LIGHT」） - プロデュース[37]
- Rei
  - ミニアルバム『BLU』（2015年） - 共同プロデュース[38]

## サポート/レコーディング参加
- illion（RADWIMPSのフロントマン野田洋次郎のソロプロジェクト）[注 17]（2013年 - ）
- 大橋トリオ（2013、2016年）[注 18][40][41]
- Original Love（田島貴男）[注 19]（2016年）
- salyu[注 20]
- 椎名純平（2000 – 2003年）
- 椎名林檎（2003年 - ）
- ジム・オルーク（2016年）
- 女王蜂（2013年）
- 須藤寿 GATALI ACOUSTIC SET（HiGEのフロントマン須藤寿のソロプロジェクト）[注 21]（2012年 - ）
- 土岐麻子[注 22]（2014年）
- ともさかりえ[注 23]（2009年）
- ドレスコーズ（志磨遼平）（2014年）
- 星野源（2013年 - ）
- ハンバート ハンバート（2017年）
- ラキタ（2011年 - ）
- LOVE PSYCHEDELICO[注 24]（2015年）

## 映画音楽
- スパイの妻〈劇場版〉（2020年）

## 出演

### テレビ
- ムジカ・ピッコリーノ（6-8期）（2018年4月6日 - 、NHK） - ロッソ役
- おげんさんといっしょ（2017年5月4日、2018年8月20日、2019年10月14日 - 、NHK総合）
- 大豆田とわ子と三人の元夫（2021年4月13日 - 6月15日、カンテレ・フジテレビ系）  - 持田潤平 役[43]
- パリピ孔明 第4話（2023年10月18日、フジテレビ） - スティーブ・キド 役[44]

### 映画
- パリピ孔明 THE MOVIE（2025年4月25日） - スティーブ・キド 役[45]

### ラジオ
- CITROËN FOURGONNETTE（2022年4月2日 - 、J-WAVE）